# Boross Ottilia
Boross Ottilia (Székesfehérvár, 1951. március 25. −) magyar pszichológus, a Pázmány Péter Katolikus Egyetem Bölcsészet- és Társadalomtudományi Kar személyiségpszichológia tanszékének adjunktusa; a McDaniel College Budapest oktatója és a Magyar Pszichológiai Társaság tagja.

## Élete, munkássága

### Tanulmányai
Édesanyja Falvai Anna matematika-fizika tanár. Veszprémben nevelkedvén iskoláit a Béke téri általános iskolában és a Lovassy László Gimnáziumban végezte, érettségi után az ELTE Természettudományi Kar (ELTE TTK) angol-földrajz szakán tanult tovább 1969 és 1974 között. 1978-ban iratkozott be az ELTE Bölcsészettudományi Kar (ELTE BTK) Pszichológia szakára, diplomáját 1984-ben kapta meg. További képzései: autogén tréning (Pertorini Rezső, 1976), önismereti tréning, pszichodráma (Békés Judit, 1986, mediáció (Bloomington, Indiana, 2004).

### Szakmai pályafutása
1974 és 1976 között az I. László Gimnáziumban angol-földrajz tanár, 1976 és 1982 között a SOTE pszichiátriai klinikáján terapeuta, mellékfoglalkozásként kisgyerekeknek angolt tanít és idegen nyelvű táborokat szervez (TIT). Pedagógusi és pszichológusi érdeklődését a továbbiakban is igyekszik ötvözni, így 1985-től az Esze Tamás Nevelőotthonban, majd az 1986-ban az ELTE szervezésében (P. Balogh Katalin) egy kísérleti jelleggel létrehozott iskolapszichológus csapat tagjaként a Könyves Kálmán Gimnáziumban – az angol tanítás mellett – iskolapszichológusi feladatokat is ellát. 1989-ben félévet tölt New Brunswickben (Rutgers Egyetem). 
1990 és 1994 között az MTA Pszichológiai Intézetének munkatársaként részt vesz egy nemi szocializációval foglalkozó kutatásban, az 1991/1992-es tanévet Bloomingtonban tölti (Indiana University). 1994 és 1999 között a Veszprémi Egyetem Pszichológiai és Pedagógiai Tanszékén tanársegédként kezd el dolgozni, elindít egy erkölcsi neveléssel kapcsolatos kutatást az Oktatási Minisztérium, valamint egy AIDS-szel kapcsolatos vizsgálatot az Egészségügyi Minisztérium támogatásával. 
Egy évet a stanfordi Center for Advanced Studies of Behavioral Sciences központban tölt, ott ismeri meg a pozitív pszichológiát, lektorálja Csíkszentmihályi Mihály Áramlat, és fordítja le "És addig éltek, amíg meg nem haltak" című könyvét. 1998 és 2002 között részt vesz az ELTE idegen nyelvű pszichológia képzésében, 1997-től adjunktus a Pázmány Péter Katolikus Egyetem BTK Pszichológiai Intézetében, 1998-tól a McDaniel College Budapest (korábban Western Maryland College) oktatója. 2004 és 2008 között az OECD Iskolai Erőszak és Bántalmazás (SVB) internetes projektjének hazai koordinátora. 2007-ben létrehozza az első magyar felsőfokú, posztgraduális mediációs képzést a PPKE-n.
Tudományos és oktatói munkásságával, szakszerű szakfordításaival hozzájárult jelentős mértékben a rendszerváltás után lendületet kapott magyarországi pszichológiatudomány fejlődéséhez.

## Publikációk (válogatás)
- Pléh Cs.–Boross O.: A nem verbális közlések a gazdagréti felvételekben. In:Kontra Miklós (szerk.): Beszélt nyelvi tanulmányok. Budapest: MTA Nyelvtudományi Intézete, 1988
- Boross O.: Értékvizsgálat a Lovassy László gimnáziumban; VE Pedagógiai Műhely, 1997
- Pedagógiai lexikon. Budapest: Keraban kiadó, 1997. 1-3. köt. (18 szócikk)
- Boross O.: Budapesti Napló, avagy Alíz csodaországban. Jelkép, 1998/4.
- Boross O.: A GYES-től az apás szülésig. Magyar Pszichológiai Szemle, 1999/2., 282-284. p.
- Boross O.: Az “Igazságos közösség” egyes módszereinek alkalmazása néhány közép- és általános iskolában. Magyar Pszichológiai Szemle, 1999, LIV., 3.
- Vajda Zsuzsanna (szerk.): Pszichológia és nevelés; Az “Igazságos közösség” egyes módszereinek alkalmazása néhány közép- és általános iskolában. Budapest: Akadémiai kiadó, 2002
- Boross O.: „Pszichológia a kommunikációs képzésben” in: A pszichológiaoktatás kérdései; MAB, MPT, Budapest, 2003. 44-48. o.
- Pléh Csaba-Boross O.: Bevezetés a pszichológiába. Szöveggyűjtemény (szerk.) Osiris kiadó, 2004
- Boross O.: Bullyingin Hungary in 2005; International Network on School Bullying and Violence, 2005
- Ottilia Boross, Erling Roland, Kevin Tunney: Introduction to the Field of School Bullying and Violence. International Network on School Bullying and Violence, 2005
- Boross O.: Basák az iskolában. Iskolakultúra, 2006/11.
- Boross O.: Sors mint döntés. In: Alkalmazott pszichológia , ISSN 1419-872X , 2006. (8. évf.) 4. sz. 141-147. old.
- Boross O.–Pléh Csaba: Pszichológia – Akadémiai lexikonok. Budapest, 2008. Akadémiai kiadó
- O. Boross: It is time to understand who weare; in 12 Scientists on the 21st Century, Tinta Publishing House, Budapest, 2009.
- Boross O.: A tanár is ember. Katedra Újság, Dunaszerdahely, 2010. 12.
- Boross O.: Iskolai erőszak, avagy a basáskodás természetrajza. Katedra Újság, Dunaszerdahely, 2011. 01. 04. VIII. évf. 5. sz.
- Boross O.: Információrobbanás, demokrácia, oktatás – avagy miért beteg a magyar iskola?
- Boross O.-Pléh Cs.: Pszichológiai lexikon – A pszichológia legfontosabb fogalmai magyar és angol nyelven. Budapest : Akadémiai kiadó, 2008
- Boross O.: Tehetséges gyerekek. Magyar Pszichológiai Szemle, Budapest, 2010. 12. 65/4.
- Pszichológia. A–Z. A pszichológia legfontosabb fogalmai magyar és angol nyelven; szerk. Pléh Csaba, Boross Ottilia; Akadémiai, Bp., 2011 (Akadémiai lexikonok)

## Fordításai angolról magyarra (válogatás)
- Séra László, Komlósi Annamária szerk.: Perceptuális képzelet (egyes tanulmányok); Budapest : Tankönyvkiadó, 1983
- Marty Snyderman: Élet az óceánban. Pécs, Victoria, 1992
- Egészséged testben, lélekben! – tanári kézik./tanulói munkaf.; Chef-Hungary Alapítvány, 1992
- Bálint Mihály: Az őstörés. Budapest : Akadémia Kiadó, 1994. Újbóli kiadás: 2012
- Nicky Hayes: Pszichológia. Budapest : Akadémia Kiadó, 1996
- Eric Berne: Szex a szerelemben. Budapest : Osiris, 1996
- Csíkszentmihályi Mihály: És addig éltek, amíg meg nem haltak (Flow); Kulturtrade, Budapest, 1998
- Doreen Kimura: Női agy, férfi agy. Budapest : Kairosz, 1999 (újbóli kiad. 2003)
- Ronald J. Comer: A lélek betegségei. Budapest : Osiris, 2000
- Hans & Michael Eysenck: Elmevadászat : a megfigyelt lélek. Budapest : Kairosz, 2001
- Forgács József: Érzelem és gondolkodás. Budapest : Kairosz, 2002
- James Watson: DNS – az élet titka. Budapest : HVG Kiadó, 2004
- Richard C. Atkinson: Pszichológia. Bev. Ernest Hilgard (szerk., ford., átdolg. Boross O.); Osiris kiadó, 2005
- Élni jó! : tanulmányok a pozitív pszichológiáról / szerk. Csíkszentmihályi Mihály, Isabella Selega Csikszentmihalyi ; [ford. Boross Ottilia, Gábris Krisztián] Budapest : Akadémiai K., 2011. 331 p.
- Csíkszentmihályi Mihály- Barbara Schneider: Életre hangolva : a felnőtté válás útvesztői: hogyan készülnek fel a serdülők a munka világára? ; [ford. Boross Ottília, ... Bozai Ágota]. Budapest : Nyitott Könyvműhely, 2011. 366 p. ill.
- Andrew Scull: A hisztéria felkavaró története. [ford. Boros Ottília és Pléh Csaba] ; [... fejezetet Lafferton Emese írta] ; [... idézeteit Majtényi Zoltán ford.] Budapest : Holnap, 2013. 189 p. ill.